# Solanum sibundoyense
Solanum sibundoyense là một loài thực vật thuộc họ Solanaceae. Đây là loài đặc hữu của Colombia, chủ yếu có ở Sibundoy và vùng phụ cận, và thường mọc trong các khu rừng phủ mây, tại độ cao 1400-2300 mét. Trong tiếng Tây Ban Nha nó thường được gọi là tomate salvaje hoặc tomate silvestre, đôi khi còn được định danh là Cyphomandra sibundoyensis. Đây là loài cây nhỏ, cao 4–8 m. Rễ trơn hoặc lưa thưa lông măng, lông măng dài dưới 0,5 mm.

## Sử dụng
Quả ăn được và có vị hấp dẫn. Đây là cây ra quả thuộc loại lớn nhất trong các cây thuộc tổ (sectio) Pachyphylla. Thịt quả ngọt, mọng nước, có vị ngon và lớp thịt quanh hạt có màu hơi tím bắt mắt. Mặc dù là ứng viên tốt để làm trái cây phổ biến, loài này khó trồng được ở đâu khác ngoài khu vực khí hậu đặc biệt phía nam Colombia nơi nó là loài bản địa.
Xưa kia, quả còn được thổ dân thung lũng Sibundoy phía nam Colombia dùng để làm thuốc nhuộm màu đen, lam, hoặc vàng. Một số tài liệu còn cho rằng quả được dùng như thuốc trị giun. Trong đó, Schultes và Raffauf (1990) cho biết thổ dân Camsá ở thung lũng Sibundoy dùng nước sắc từ lá cây để làm thuộc trị giun.